# 罗桑达勒
罗桑达勒（法語：Rosendaël，法語發音：[ʁozɑ̃dal]）是法国北部省的一个旧市镇。罗桑达勒原为独立市镇，后于1972年与市镇小桑特并入敦刻尔克。

## 地理
罗桑达勒（51°2'31"N, 2°24'21"E）位于法国上法蘭西大區北部省，该省份为法国最北部的省份及最长的省份，西北濒北海，西接加来海峡省，南至埃纳省和索姆省，东与比利时接壤。
罗桑达勒的时区为UTC+01:00、UTC+02:00（夏令时）。

## 行政
罗桑达勒的邮政编码为，INSEE市镇编码为59510。

## 人口
罗桑达勒于1968年时的人口数量为19591人。